# Quinn McNemar
Quinn Michael McNemar (Greenland, Nyugat-Virginia, 1901. február 20. – Palo Alto, Kalifornia, 1986. július 3.) amerikai pszichológus és statisztikus volt. A róla elnevezett McNemar-teszt fűződik a nevéhez, mely egy statisztikai eljárás.
1925-ben szerzett diplomát matematika szakon a Juniata College-ben, pszichológiai doktori tanulmányait Lewis Terman vezetése mellett a Stanford Egyetemen végezte. 1942-ben publikálta The Revision of the Stanford-Binet Scale címmel Terman 1916-os IQ-tesztjének átdolgozott verzióját. 1965-ben vonult nyugdíjba a Stanfordról, ahol pszichológiát, statisztikát és pedagógiát tanított. További öt évet dolgozott a University of Texason.